# استپانوس نرسیسیان
استپانوس هاکوبی نرسیسیان (نرسسیان) (ارمنی: Ստեփանոս Հակոբի Ներսիսյան (Ներսեսյան)؛  ۱۸۰۷ – ۲۳ مارس ۱۸۸۴) نقاش و هنرمند اهل ارمنستان که عمدتاً به خاطر پرتره‌هایش از شخصیت‌های تاریخی ارمنی شناخته شده‌است.

## زندگی‌نامه
وی در ۱۸۰۷ در ایروان به دنیا آمد و از آکادمی امپریال هنر در سنت پترزبورگ فارغ‌التحصیل گشت. . وی در ۴ آوریل [سبک قدیمی: ۲۳ مارس] ۱۸۸۴ در سن ۷۷ سالگی در تفلیس درگذشت.

## نگارخانه

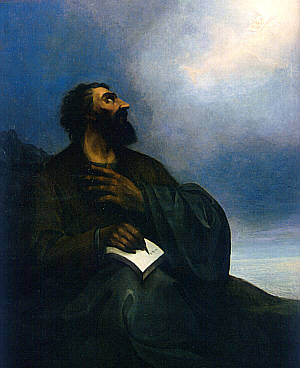
مسروپ ماشتوتس مقدس (۱۸۸۲)
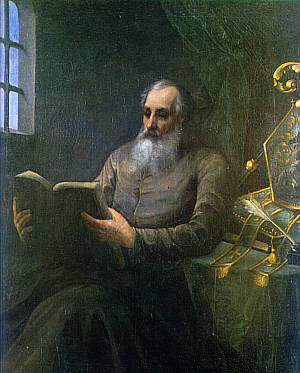
ساهاک پارتو مقدس (۱۸۸۲)
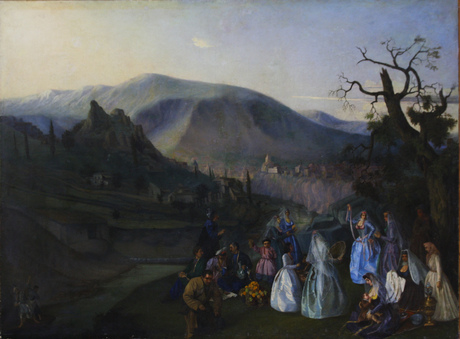
Խնջույք Քուռ գետի ափին. Թիֆլիս (۱۸۶۰-ական)
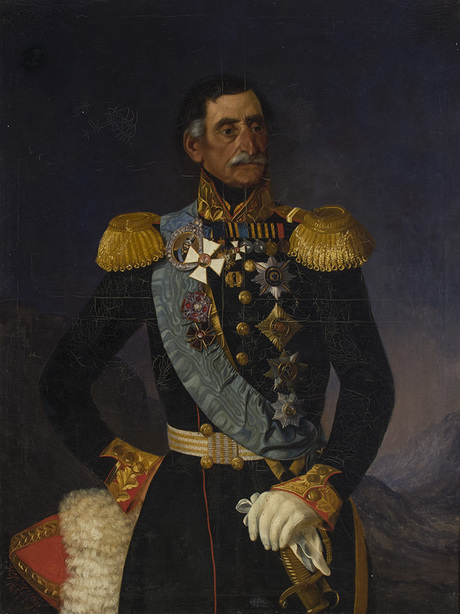
Իշխան Վ. Հ. Բեհբութովի դիմանակարը (۱۸۵۷)